# Clínica Santa Lucía
O ex centro de detenção e tortura Clínica Santa Lucía é um edifício localizado no número 162 da rua de mesmo nome no centro da capital chilena de Santiago. Está em frente ao turístico Cerro Santa Lucía. 
O imóvel, construído na década de 1930 para fins habitacionais, foi comprado em 1972 pelo Movimiento de Acción Popular Unitaria (MAPU) para ser utilizado como sede regional do partido, assim como local de funcionamento de sua direção nacional. O MAPU formava parte da Unidade Popular, coalização de esquerda que havia elegido Salvador Allende como presidente do país em 1970. 
Com o golpe de Estado em setembro de 1973, o imóvel foi tomado pelo Estado, sendo utilizado por agentes da ditadura até 1977. Nesse período foi importante infraestrutura de apoio sanitário, médico e logístico para os centros de detenção e tortura da Região Metropolitana de Santiago. Seu papel esteve ligado à rede de coordenação entre este centro com outros como a "Venda Sexy" (Irán 3037), o "Cuartel Yucatán" (Londres 38), o "Cuartel Terranova" (Villa Grimaldi), o "Cuartel Ollagüe" (Casa José Domingo Cañas) e Tres y Cuatro Álamos. Também foi utilizado como dormitório da sessão feminina de agentes em formação ligadas à DINA, polícia política do regime. Em seu prédio estiveram parte dos arquivos e do centro de documentação do órgão repressor. 
 

Foi simultaneamente clínica para agentes da DINA e seus familiares e centro de detenção e tortura. Como consta no Informe Valech: 

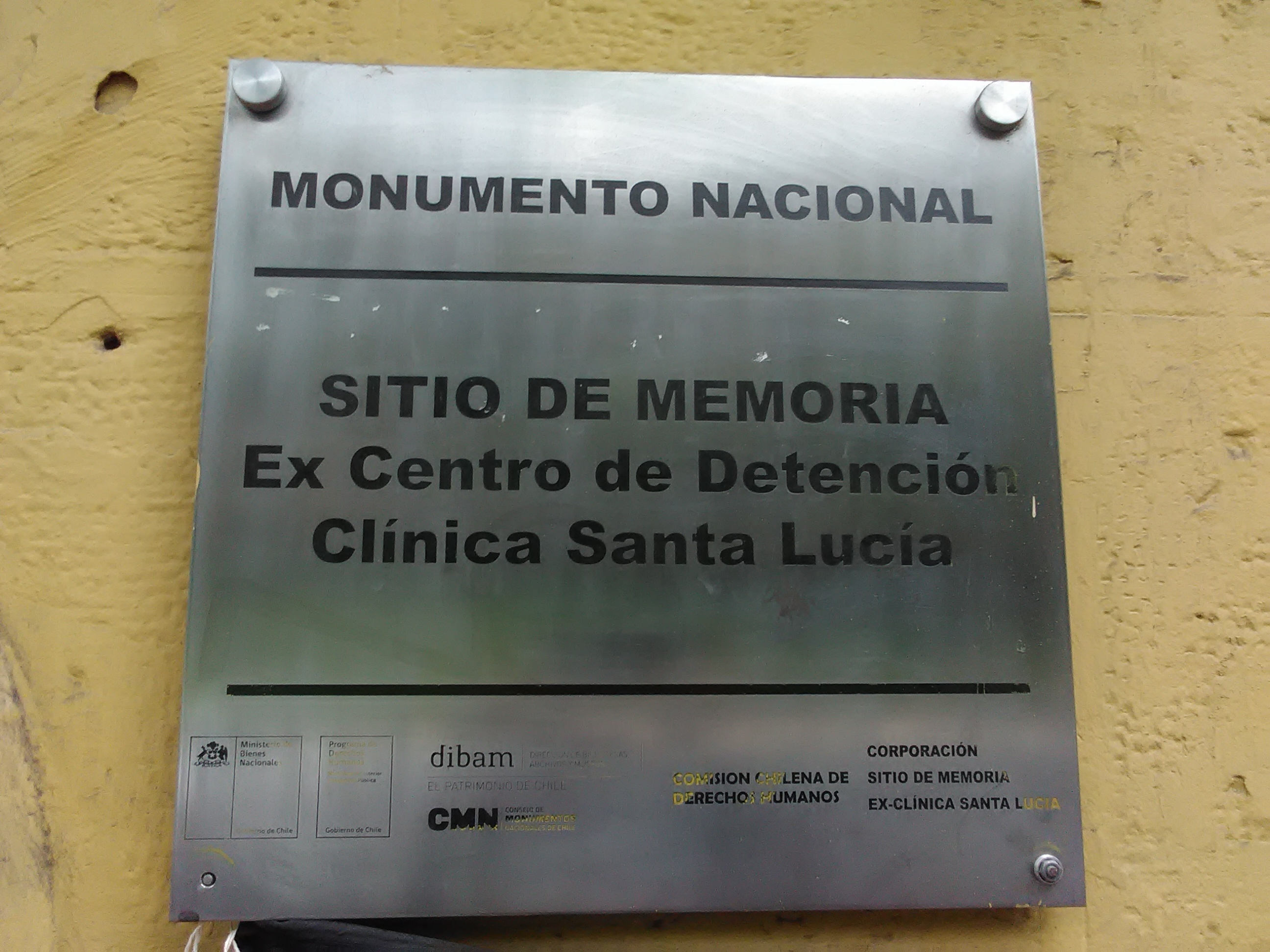
Placa localizada atualmente ao lado da porta de entrada

"Era uma casa antiga, de quatro pisos com mais de dez quartos; quase sem iluminação natural. Segundo as denúncias, no último piso, em forma de sótão, se mantinham algumas celas [...] 
Alguns presos disseram que os levaram a essa clínica para receber tratamentos após haverem ter sofrido torturas. Os testemunhos assinalam que os presos permaneciam vendados, amarradas à cama, constantemente submetidos a ameaças e a pressão psicológica. Posteriomente desde aí eram devolvidos aos recintos de origem ou levados à Cuatro Álamos". 
Comisión Nacional sobre Prisión Política y Tortura. Informe de la Comsión Nacional Sobre Prisión Política y Tortura. 
Para além dos sobreviventes, no centro foram registrados o assassinato e desaparecimento de 12 pessoas, sendo elas: Diana Frida Aaron Svilgky, Michelle Peña Herreros, Nilda Patricia Peña Solari, Mireya Rodríguez Díaz, Ida Amelia Vera Almarza, René Roberto Acuña Reyes, Adolfo Ariel Mancilla Ramírez, Sergio Alfredo Pérez Molina, Isidro Miguel Pizarro Meniconi, Hugo Daniel Ríos Videla, Juan Carlos Rodríguez Araya e Luis Dagoberto San Martín Verhara. 
Na Assembléia Geral das Nações Unidas de 8 de outubro de 1976 se reconheceu que esse e outros imóveis estavam sendo utilizados como centros de detenção clandestinos da ditadura chefiada por Augusto Pinochet. Isso deu ainda mais impulso à campanha internacional de denúncia das violações dos Direitos Humanos pelo regime e de solidariedade às vítimas, sobreviventes e familiares.  

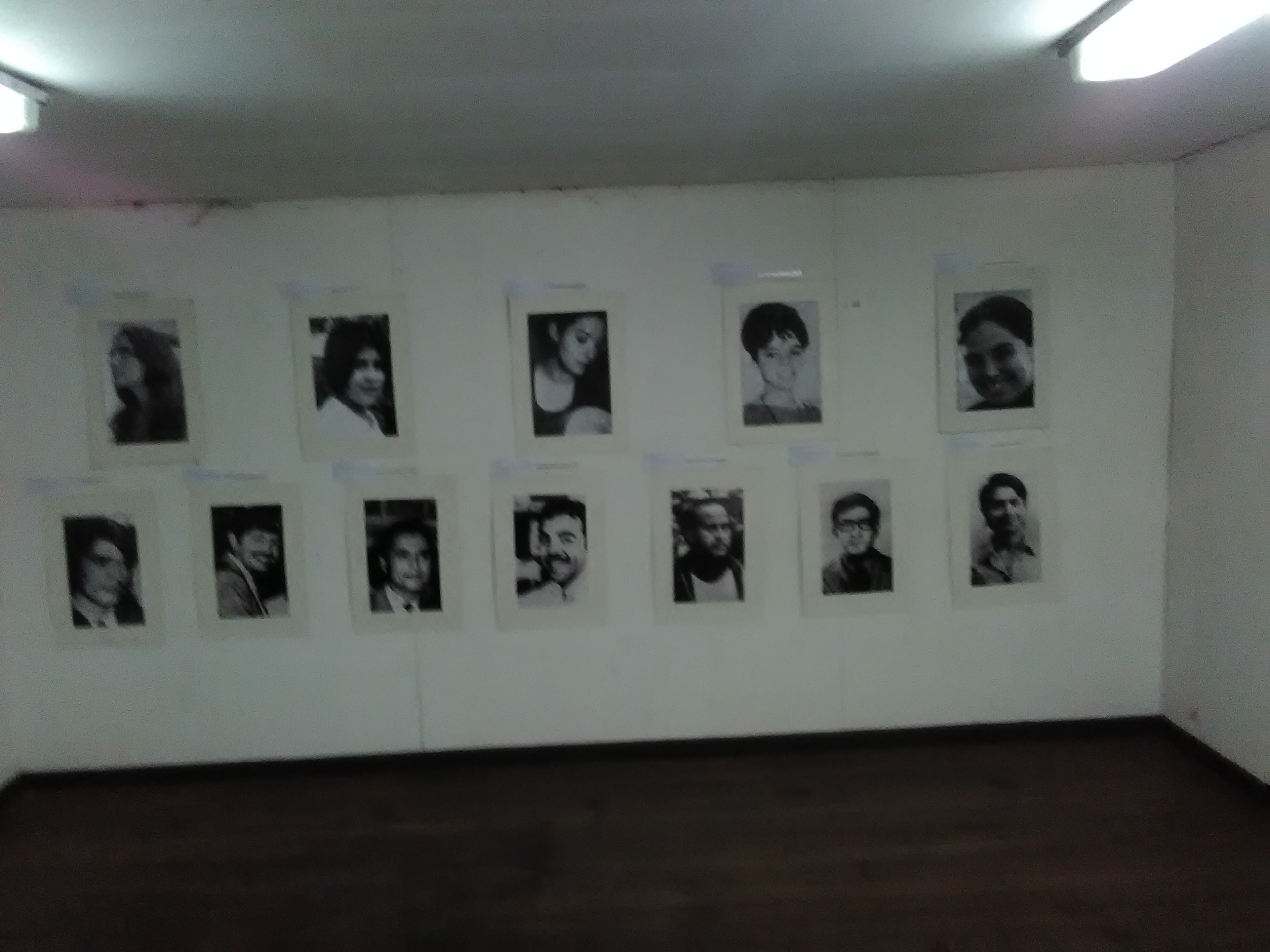
Exposição no local, com as fotos das 12 pessoas desaparecidas durante o funcionamento do centro

Em 1977, o centro fecha as portas e todo seu equipamento médico foi enviado a um novo recinto. 
Em 2016, o imóvel foi declarado oficialmente Monumento Nacional, após solicitação da Corporación Chilena de Derechos Humanos e da Casa Museo Comisión Chilena de los Derechos Humanos.
Atualmente o espaço é administrado pela Asociación Sitio de Memoria Ex Clínica Santa Lucía, que realiza diversas atividades culturais, educativas e relacionadas à preservação da memória no espaço. Entre elas estão a organização de visitas guiadas e de exposições. 